# Aslaug Vaa
Aslaug Vaa (ur. 25 sierpnia 1889, zm. 28 listopada 1965 w Oslo) – poetka i dramatopisarka norweska.
Urodziła się w Nystog w regionie Telemark. Studiowała literaturę francuską, historię sztuki i teatru na uniwersytetach w Paryżu i w Berlinie. Po ukończeniu studiów pracowała (już w Norwegii) jako nauczycielka i dziennikarka. Jej mężem był pisarz i psycholog Ola Raknes.
Poetyckim debiutem Aslaug Vaa był wiersz Nord i leite opublikowany w 1934 r. Jej najszerzej znanym i najpopularniejszym utworem jest natomiast wiersz So rodde dei fiorden wielokrotnie recytowany w norweskim publicznym radiu NRK, umieszczany w antologiach, a także śpiewany jako piosenka z muzyką Geira Tveita.
Głównymi tematami poezji i sztuk teatralnych Vaa są życie codzienne, tradycje i przyroda Telemarku oraz ludzkie uczucia opisane językiem częściowo opartym na lokalnych dialektach, a w warstwie stylistycznej łączące elementy norweskiej tradycji literackiej z wpływami dwudziestowiecznej poezji europejskiej m.in. francuskiej i niemieckiej.
Aslaug Vaa należała do norweskiego związku pisarzy, lecz wystąpiła z niego w 1952 r. w proteście przeciwko polityce swojego kraju wobec społeczności Saamów.

## Twórczość
- Nord i leite, wiersze (1934)
- Skuggen og strendan, wiersze (1935)
- Villarkonn, wiersze (1936)
- Steinguden, dramat (1938)
- På vegakanten, wiersze (1939)
- Fotefár, wiersze (1947)
- Tjugendagen, dramat (1947)
- Skjenkarsveinens visur, wiersze (1954)
- Bustader, wiersze (1963)
- Dikt i utval, wiersze (1964)
- Honningfuglen og leoparden, dramat (1965)
- Munkeklokka, dramat (1966)
- Dikt i samling, wiersze (1989)
- Og ordet var…, wiersze (1999)